# Delitto a porte chiuse
Delitto a porte chiuse (titolo originale The Layton Court Mystery) è un romanzo poliziesco del 1925 dello scrittore britannico Anthony Berkeley, il primo della serie di romanzi dedicata a Roger Sheringham.

## Trama
Il ricco Victor Stanworth ha invitato a Layton Court, una residenza di campagna da lui presa in affitto, un ristretto numero di ospiti, fra cui lo scrittore Roger Sheringham.
Il tranquillo svolgimento della vacanza viene interrotto un mattino, quando all'interno della biblioteca viene ritrovato il corpo di Stanworth, ucciso da un colpo di pistola alla fronte. Tutto indica che si tratta di un suicidio: la stanza è ermeticamente chiusa dall'interno e l'uomo ha firmato un biglietto in cui dichiara di volersi uccidere, senza peraltro spiegare i motivi.
Roger Sheringham, dubbioso fin dall'inizio sulla possibilità del suicidio, decide di condurre in autonomia una indagine alla "Sherlock Holmes", aiutato dall'amico Alec Grierson che svolgerà la parte del "dottor Watson".

## Edizioni
- Anthony Berkeley, Delitto a porte chiuse, traduzione di Mauro Boncompagni, collana I Classici del Giallo Mondadori, n. 958, Mondadori, 2003,  p. 251.